# Glenoleon secula
Glenoleon secula is een insect uit de familie van de mierenleeuwen (Myrmeleontidae), die tot de orde netvleugeligen (Neuroptera) behoort. 
Glenoleon secula is voor het eerst wetenschappelijk beschreven door New in 1985.